# 聖何塞德洛斯利亞諾斯
聖何塞德洛斯利亞諾斯（西班牙語：Los Llanos），是多明尼加共和國的城鎮，位於該國東南部，由聖彼德省負責管轄，面積436.46平方公里，2012年人口38,989，人口密度每平方公里89人。